# Pecel

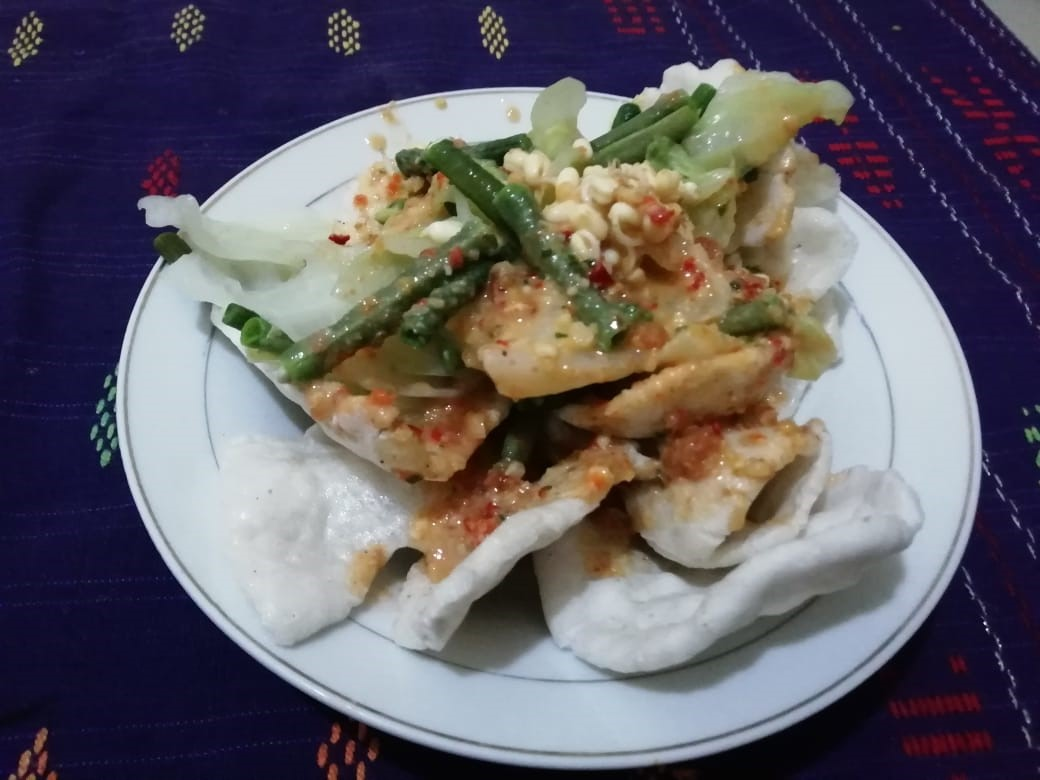
Pecel Kediri

Pecel (Javanisch: ꦥꦼꦕꦼꦭ꧀) ist in ein traditionelles javanisches Salatgericht, bei dem Erdnusssoße als Hauptbestandteil mit verschiedenen Gemüsesorten gemischt wird. Dieses Gericht ist in den Regionen Yogyakarta, Jawa Tengah und Jawa Timur beliebt.

## Geschichte
Der Ursprung des Wortes und die Ursprungsregion von Pecel sind ungeklärt. Auf Javanisch kann Pecel als Brei interpretiert werden. Dieses Gericht gibt es seit der niederländischen Kolonialzeit. Pecel ist durch jawanische Einwanderer auch in andere Länder gekommen. In Malaysia, den Philippinen, Thailand und Surinam findet sich das Gericht, aber der Geschmack weicht aufgrund der Verwendung unterschiedlicher Bohnensorten von dem in Indonesien ein bisschen ab.

## Zutaten
Pecel (auch Pechel) wird normalerweise aus Gemüse, z. B. Spinat, langen Bohnen, Turi-Blättern, Gurken und anderem Gemüse hergestellt, das mit Pecel-Soße serviert wird. Das Konzept eines Pecel-Gerichts ähnelt dem Salat Gado-gado. Beide verwenden Gemüse als Hauptbestandteil und Soße. Der markante Unterschied ist nur die Erdnusssauce, die Gado-Gado-Sauce hochwertigere Zutaten enthält.
Die Hauptzutaten der Pecel-Soße sind geröstete Erdnüsse und Chili, die mit anderen Zutaten wie Gewürzlilien, Orangenblättern, Knoblauch, Tamarinde, braunem Zucker und Salz gemischt und gemahlen werden.

## Beilagen
Pecel wird oft auch mit gebratenem Tempeh, Rempeyek, eine Art dünner Cracker aus Mehl mit einer Prise Bohnen oder Sardellen und gehackten Orangenblättern, serviert. Daneben wird Pecel meist auch mit warmem weißem Reis und Fleisch serviert. Pecel kann auf einem Teller oder in einem Pincuk, einem gefalteten Bananenblatt, serviert werden. Der scharfe Geschmack des Pecels ist charakteristisch für dieses Gericht.

## Variationen

### Pecel Madiun
Pecel Pincuk Madiun ist eine der bekanntesten Varianten von Pecel. Eine Prise chinesischer Petai, Papayablätter, Kokosflocken und gebratener Bohnen vervollständigen die Mischung aus gekochtem Gemüse. Als Beilagen gibt es oft Tempeh, gebratenen Tofu, Spiegeleier und Fleisch.

### Pecel Malang
Pecel Malang verwendet eine spezielle Soße aus Ost-Java, die einen starken und würzigen Geschmack mit einer rauen Erdnussstruktur hat.

### Pecel Blitar
Das Pecel Blitar ist eine süß-scharfe Variante des Gerichtes.

### Pecel Banyumas
In der Region Banyumas wird Pecel häufig mit einem besonderen Gewürz bestreut, das aus Lamtorosamen oder Fackelingwerblüten gewonnen wird.

### Pecel Tegal
Pecel wird nicht in Form mit Gemüse, sondern in Form eines Fruchtsalats serviert. Das Pecel besteht aus frischen Früchten wie Guaven, Ananas, Papaya und Mango und ist mit dicker brauner Zuckersoße übergossen.

### Pecel Kediri
Schmeckt süßer, herzhafter und würziger. In Kediri wird die Pecelsoße normalerweise mit Tumpang verfeinert. Tumpang ist eine Soße aus Chili, Tempe, Kokosmilch und gekochtem Galgant.